# Ризерв (Канзас)
Ризерв (енгл. Reserve) град је у америчкој савезној држави Канзас.

## Демографија
По попису из 2010. године број становника је 84, што је 16 (-16,0%) становника мање него 2000. године.
| Група             | 2000.      | 2010.      |
| Белци             | 82 (82,0%) | 67 (79,8%) |
| Афроамериканци    | 1 (1,0%)   | 1 (1,2%)   |
| Азијати           | 0 (0,0%)   | 0 (0,0%)   |
| Хиспаноамериканци | 0 (0,0%)   | 0 (0,0%)   |
| Укупно            | 100        | 84         |